# I Roses
I Roses (The Roses) è un film del 2025 diretto da Jay Roach.
Il film è l'adattamento cinematografico del romanzo del 1981 di Warren Adler La guerra dei Roses, già portato sul grande schermo nel 1989 con l'omonimo film.

## Trama
La vita sembra facile per la coppia perfetta Ivy (Olivia Colman) e Theo (Benedict Cumberbatch): carriere di successo, un matrimonio ricco d'amore, figli fantastici. Ma sotto la facciata della loro presunta vita ideale, si sta per scatenare una tempesta: mentre la carriera di Theo precipita e le ambizioni di Ivy decollano, si accende una polveriera di feroce competizione e risentimento nascosto.

## Produzione
È stato annunciato nell'aprile 2024 che Olivia Colman e Benedict Cumberbatch sarebbero stati i protagonisti della pellicola, diretta da Jay Roach e scritta da Tony McNamara. Nel giugno successivo Kate McKinnon e Andy Samberg si sono uniti al cast.
Le riprese sono iniziate il 10 giugno 2024 nel Devon.

## Distribuzione
Il film sarà distribuito nelle sale italiane a partire dal 27 agosto 2025 e in quelle nordamericane dal 29 agosto.